# Fosfuro
El ion fosfuro es un átomo de fósforo con tres electrones más que el átomo neutro de fósforo, posee estado de oxidación −3. El fosfuro se representa por P3−.
También son fosfuros los compuestos donde el fósforo actúa con estado de oxidación −3.
El fosfuro se suele encontrar en compuestos como el fosfuro de calcio, el fosfuro de aluminio y el fosfuro de zinc entre otros.